# 남해 금산 봉수대
남해 금산 봉수대(南海 錦山 烽燧臺)는 대한민국 경상남도 남해군 상주면에 있는 봉수대이다. 1987년 5월 19일 경상남도의 기념물 제87호로 지정되었다.

## 현지 안내문
봉수대는 횃불과 연기를 이용하여 급한 소식을 전하던 옛날의 통신수단을 말한다. 높은 산에 올라가서 불을 피워 낮에는 연기로 밤에는 불빛으로 신호를 보냈다.
경상남도 남해군 상주면 남해 금산봉수대는 해발 681m인 금산에 자리잡고 있으며, 고려 명종 때 설치된 것이라고 전한다. 비교적 원래의 모습이 잘 보존되어 있는데 둘레는 26m의 네모난 형태이며, 높이는 4.5m이다.
당시 전국의 봉수경로 5개 가운데 동래에서 서울에 이르는 경로에 속한 최남단에 자리잡고 있어 출발지로서 중요한 역할을 하였다. 동쪽으로는 창선면 대방리 봉수대를 거쳐 진주로 연결되었으며, 서쪽으로는 남면 봉수대를 거쳐 순천 돌산도로 연결되었고, 북쪽으로는 이동면 원산봉수대로 연락을 하였다. 봉수대는 오장(伍將) 2명과 봉군 10여 명이 교대로 지켰다.

## 참고 자료
- 남해 금산 봉수대 - 국가유산청 국가유산포털